# Willa Oskara Zieglera
Willa Oskara Zieglera – willa przy ulicy Marii Skłodowskiej-Curie 11 (dawniej ul. Podleśna) w Łodzi, wybudowana w latach 1895–1913.

## Historia i architektura

### Powstanie i pierwsza rozbudowa
Narożna działka usytuowana u zbiegu ulic Marii Skłodowskiej-Curie i Żeromskiego (dawniej Pańskiej) należała do Izydora Mayera, który w latach 1895–1910 wzniósł na niej pierwsze parterowe zabudowania. W 1910 roku kupił ją znany łódzki adwokat Marceli Karwaciński z żoną Antoniną. Jednocześnie powstał projekt rozbudowy domu sporządzony przez technika budowlanego Albina Jankaua. Podczas realizacji projekt został w znacznej mierze zmieniony przez właścicieli. Powstał wówczas dom murowany, częściowo jednopiętrowy z poddaszem i piwnicami, balkonem, tarasem i nadbudówką w formie wieży, kryty dachówką oraz parterowa oficyna mieszkalna bez piwnic, kryta papą. Opodal wybudowano stajnię i wozownię.

### Druga rozbudowa
Niezrealizowany projekt nawiązywał do historyzmu i klasycyzmu nurtu secesji, natomiast wzniesiony dom miał cechy architektury "dworkowej". W roku 1913, po śmierci Marcelego Karwacińskiego, posiadłość została kupiona przez małżeństwo Armandę i Oskara Zieglerów. W tym samym roku nastąpiła kolejna przebudowa willi według projektu inżyniera Henryka Brzozowskiego, która przewidywała nadbudowę drugiej kondygnacji ze zmianą dachu na mansardowy.
Podwyższono jednocześnie wieżę i przykryto ją czterospadowym, łamanym dachem. Ponadto zmieniono kształty ryzalitów i portyków, nadając w ten sposób nowy architektoniczny wyraz willi – poprzez kubiczność i blokowość bryły. Otrzymała ona formę posecesyjnego modernizmu. Całość sprawia wrażenie raczej założenia dworskiego niż miejskiej siedziby i składa się z parterowej kordegardy, bramy wjazdowej, budynków gospodarczych, stajni i parterowej wozowni z tremolem.
Elewacje mają zróżnicowaną dekorację, która kształtowana była w zależności od usytuowania, jak też od funkcji kryjących się za nimi wnętrz. Wnętrza miały charakter reprezentacyjny i kameralny, a cechowała je funkcjonalność i komfortowe wyposażenie. Zróżnicowanie ich wystroju wynikało z przeznaczenia i stopnia reprezentacyjności. Na parterze usytuowany był prostokątny dwukondygnacyjny hol z galerią i dwubiegowymi schodami. Na osi holu położona była duża sala reprezentacyjna, z wyjściem na taras od strony ogrodu.

### Okres oddwudziestoleciado dzisiaj
W 1926 roku posiadłość została sprzedana Alfonsowi i Marcie Gregorom, którzy zamieszkiwali ją do końca wojny. W 1945 roku do opuszczonych pomieszczeń wprowadziła się Katedra Badań Czwartorzędu Uniwersytetu Łódzkiego. Obecnie w willi swoją siedzibę ma Łódzkie Towarzystwo Naukowe.